# Highlight Towers
Die Highlight Towers sind zwei im Jahr 2004 fertiggestellte Bürotürme in der Münchner Parkstadt Schwabing.

## Lage

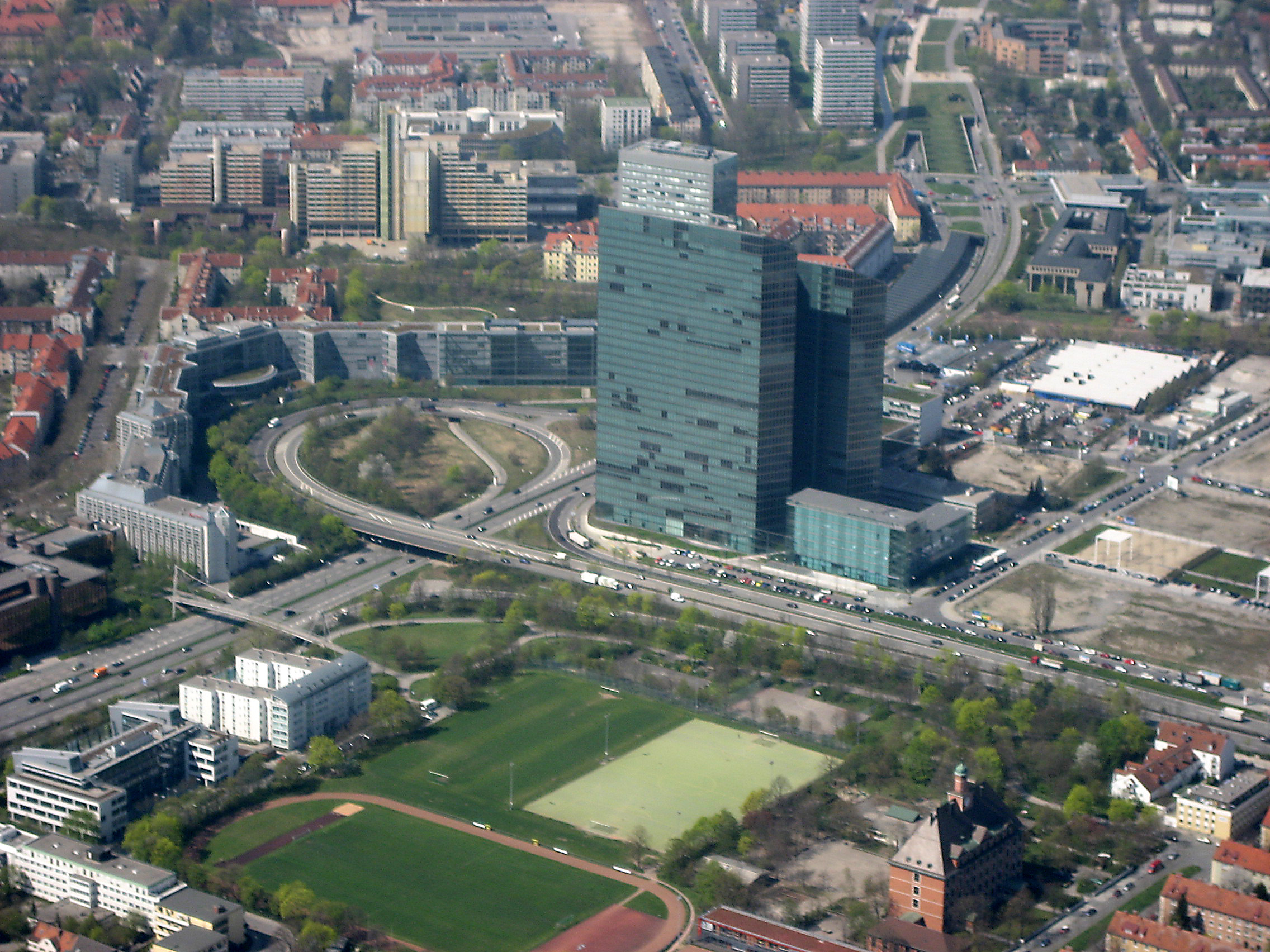
Lage am Ende der Bundesautobahn 9

Die Hochhäuser befinden sich auf dem Areal Highlight Munich Business Towers in München an der Ecke Mies-van-der-Rohe- und Walter-Gropius-Straße am Münchner Tor zwischen Mittlerem Ring und der Bundesautobahn 9 in Schwabing. Sie liegen leicht versetzt in der historischen Sichtachse vom Odeonsplatz über die Ludwigstraße mit Siegestor über die Leopoldstraße nach Norden und bilden einen Blickfang für von Norden kommende Besucher der Stadt. Der Blick aus den Wohnungen der Parkstadt Schwabing auf die Alpenkette wird durch die Nord-Süd-Ausrichtung des Hochhauses nicht beeinträchtigt. Den Highlight Towers südlich gegenüber liegt das 85 Meter messende Hochhaus Münchner Tor. Die gleiche Höhe weist der nördlich gelegene, ebenfalls von Jahn erbaute Skyline Tower München auf.

## Der Münchner Hochhausstreit
Im selben Jahr wie die Highlight Towers wurde auch der 146 m hohe Hochhaussolitär Uptown München in Moosach fertiggestellt, der empfindlich in das historische Panorama des Nymphenburger Schlossrondells eingriff. Das Ausmaß beider Projekte wurde von der Bevölkerung erst während des Baufortschritts begriffen und stieß auf heftige Kritik, die sich politisch in der Initiative unser München des Alt-Bürgermeisters Georg Kronawitter artikulierte. Mit einem Bürgerbegehren am 21. November 2004 gelang es der Initiative, den Bau von weiteren Gebäuden mit über 100 m Höhe in München bis auf Weiteres zu verhindern.

## Architektur und Bau

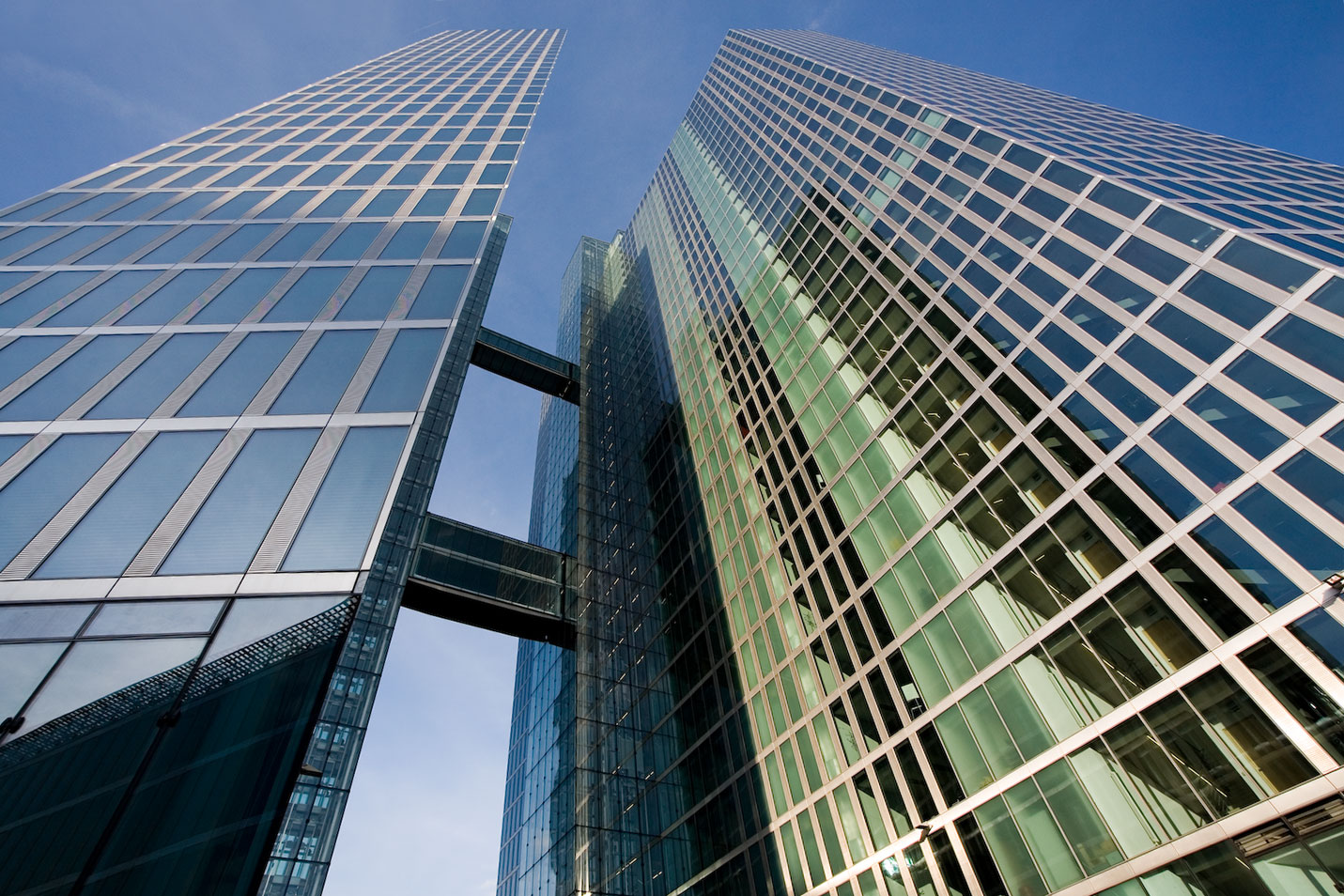
Gebäudebrücken aus Glas und Stahl

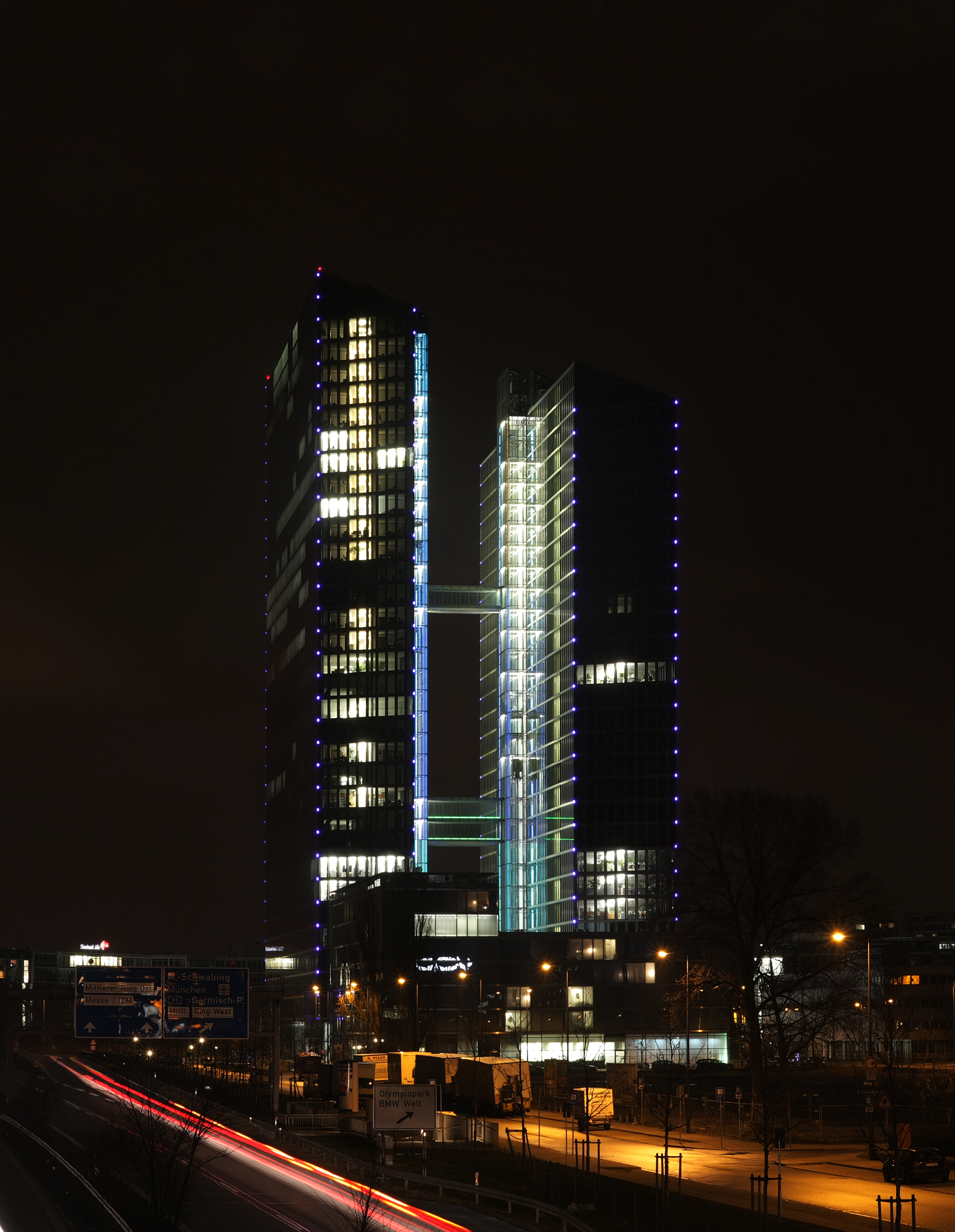
Die auffällige Beleuchtung der Highlight Towers bei Nacht (Nordost-Ansicht)

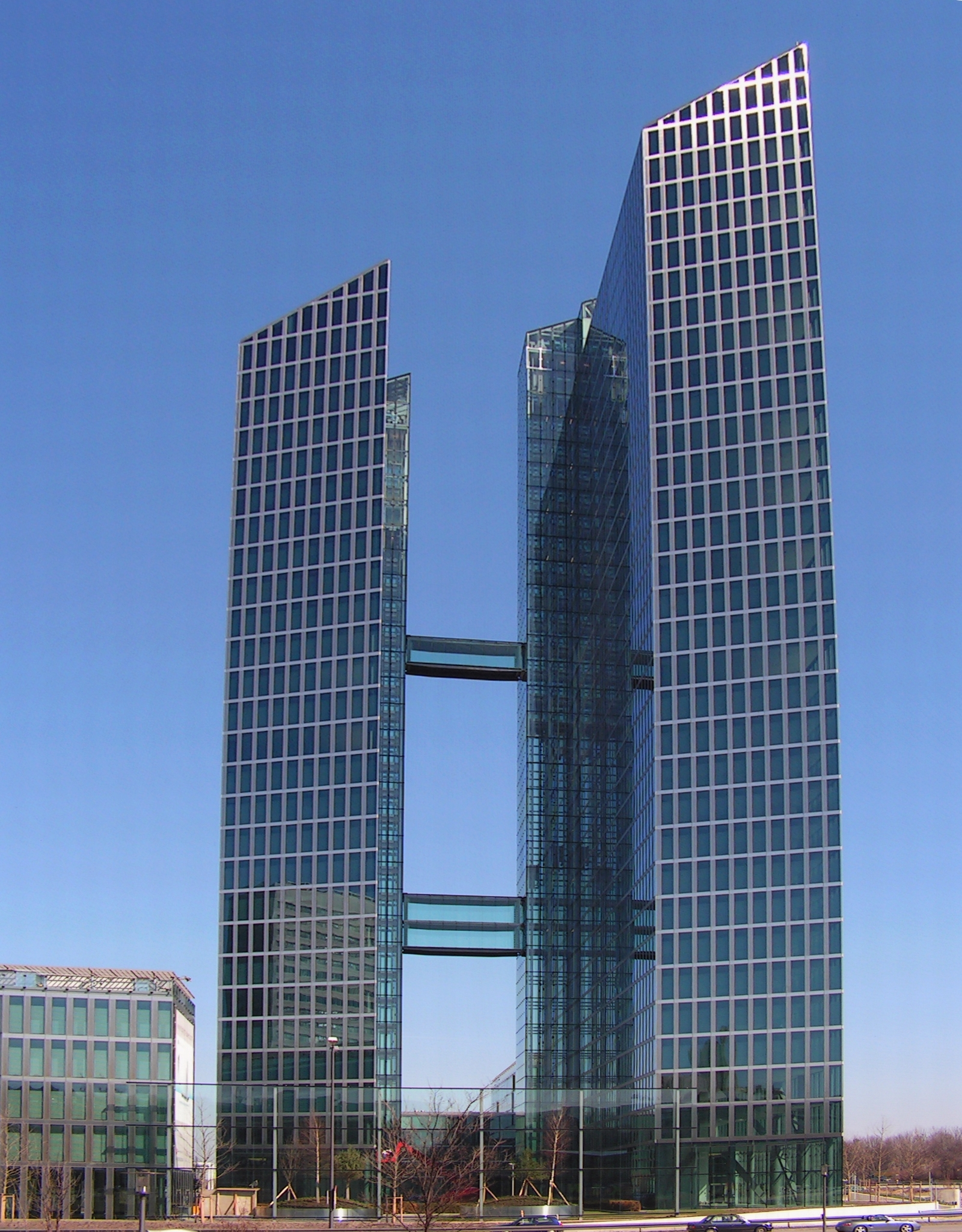
Südwest-Ansicht mit den Stahl-/Glas-Brücken (im 9./10. und 20. Obergeschoss)

Die beiden von den Architekten Murphy/Jahn (Chicago, USA) geplanten Türme mit 126 Metern (Highlight Tower 1) und 113 Metern (Highlight Tower 2) Höhe verfügen über Büroflächen auf 33 bzw. 28 Geschossen und gehören damit zu den höchsten Gebäuden in München. Verbunden werden die Hochhäuser durch eine Zweier-Brückengruppe von Gebäudebrücken aus Glas und Stahl im neunten und zehnten Obergeschoss sowie eine Einzelbrücke im 20. Obergeschoss. Pro Etage bieten die Türme jeweils eine Geschossfläche von rund 1000 Quadratmetern. Die Hochhäuser haben die Form zweier schlanker Scheiben jeweils in Form von Parallelogrammen mit Breite von 13,50 Meter und einer Länge von 80 Metern. Sie stehen um 15 Meter gegeneinander verschoben. Der Abstand zwischen den beiden Hochhäusern beträgt 20 Meter. Die Bürotürme verfügen jeweils über eine 7,50 Meter hohe Lobby im Erdgeschoss.
Um die Hochhäuser gliedern sich zwei Flachbauten: Das fünfgeschossige HighLight-Forum liegt entlang des Mittleren Rings und weist pro Etage eine Mietfläche von rund 1000 Quadratmetern auf. Im zweiten Flachbau mit sieben bzw. fünf Etagen ist ein Hotel mit 160 Gästezimmern und Suiten sowie einem Konferenzbereich und einem Restaurant untergebracht. Das Hotel wird von der Kette Innside betrieben. Nahezu das komplette Bauareal ist von einem dreigeschossigen Parkhaus mit 750 Stellplätzen untergeben. Das erste Untergeschoss kann mit LKW angefahren werden, sodass die komplette Ver- und Entsorgung unterirdisch erfolgt. Insgesamt bietet die Anlage über 70.000 Quadratmeter Bürofläche.
Der realisierte Entwurf ist aus einem internationalen Architektenwettbewerb hervorgegangen. Gewünscht waren bei diesem Wettbewerb zwei mögliche Bauformen, eine Scheibenhochhausvariante und eine mit Zwillingstürmen. Gleichzeitig sollte die Geschossfläche auf mehr als zwei Gebäude verteilt werden, wobei die angrenzenden Flachbauten die Höhe der umliegenden Gebäude berücksichtigen sollten, um so das Hochhaus in die Umgebung zu integrieren.
Die glatten Glasfassaden lassen die Gebäude leicht und transparent erscheinen und sorgen für eine gute Belichtung der Büroräume. Zu öffnende Fensterkonstruktionen mit Windschutz- und Schalldämmelementen erlauben den Mitarbeitern in den Hochhäusern eine individuelle Lüftung und sind Teil eines umweltfreundlichen Klimatisierungs- und Lüftungssystems. Das Sicherheitskonzept umfasst voll gesprinklerte Etagen und Sicherheitstreppenhäuser, die wie die Feuerwehraufzüge im Brandfall mit Überdruck rauchfrei gehalten werden. Die Aufzüge befinden sich an den einander zugewandten Innenseiten der Hochhaustürme. Dabei sind vier Aufzüge im Tower 1 und zwei im Tower 2 als Panoramaaufzüge konzipiert und fahren außerhalb der Hochhausscheiben.
Die Freiraumplanung stammt von Rainer Schmidt aus München, Bauherren waren die KanAm Gruppe, München und die Aareal Bank, Wiesbaden.

## Eigentümer und Nutzung
Von der deutschen Investmentgesellschaft KanAm erwarb die Commerz Real 2016/17 die Highlight Towers für ihren offenen Immobilienfonds Hausinvest. Die Commerz Real verkaufte 2021 die Gebäude an ein Joint Venture der Familienunternehmen Imfarr Beteiligungs GmbH aus Österreich und SN Beteiligungs GmbH aus der Schweiz. Als Kaufpreis wurde in der Presse ein Betrag zwischen 650 und 750 Millionen Euro genannt.
Die bekanntesten Nutzer der Gebäude sind Fujitsu, sowie ab 2016 die IT- und Beratungsunternehmen Unify und IBM. Zum Zeitpunkt des Verkaufs 2021 war das Ensemble nach Angaben der Käufer vollständig vermietet.
Ein ehemaliger Mieter des Gebäudes war Roland Berger.